# Mouvement socialiste arabe
Le Mouvement socialiste arabe (arabe: حركة الاشتراكيين العرب - Harakat al-Ishtirakiyeen al-`Arab) est un parti politique syrien.
Connu à l'origine sous le nom de "Parti de la jeunesse" Hizb ach-Chabab il est renommé "Parti arabe socialiste", par Akram Hourani. De tendance socialiste arabe, le parti trouve son terreau militant au sein de la paysannerie. Le parti fusionne en 1953 avec le parti Baas dirigé alors par Michel Aflak. Cependant, après le coup d’État de 1963, le parti reprend son indépendance et quitte le Baas aux mains des militaires.
Le parti a depuis éclaté. Une branche fait partie du Front national progressiste, un parti légalisé qui encourage l'orientation socialiste et panarabe du gouvernement. Une deuxième branche est connue sous le nom de Parti du vœu national, il s'agit d'un parti légalisé qui a une représentation parlementaire. La troisième branche est dans l'opposition, au sein du Rassemblement national démocratique.